# عين الكرمة (توزر)
قرية عِين الكَرْمَة (بالإنجليزية: Ain El Karma)‏ هي إحدى عمادات ولاية توزر وتتبع إداريا معتمدية تمغزة.